# باشگاه فوتبال شفیلد
باشگاه فوتبال شفیلد (به انگلیسی: Sheffield F.C) یک باشگاه فوتبال در شهر شفیلد در شهرستان یورکشایر جنوبی  واقع  در کشور انگلستان است که در ۲۴ اکتبر ۱۸۵۷ میلادی تأسیس شده‌است.
این باشگاه در ابتدا (۱۸۵۵ میلادی) به بازی کریکت می پرداخت ولی پس از دو سال باشگاه فوتبال شفیلد تاسیس شد.
اتحادیه فوتبال انگلستان و فدراسیون بین المللی فوتبال از باشگاه فوتبال شفیلد با عنوان قدیمی ترین باشگاه فوتبال جهان یاد میکنند.